# Euphyia balteata
Euphyia balteata är en fjärilsart som beskrevs av W. Warren 1905. Euphyia balteata ingår i släktet Euphyia och familjen mätare. Inga underarter finns listade i Catalogue of Life.